# Davide Donati (botanico)
Davide Donati (Bologna, 12 agosto 1975) è un botanico ed esploratore italiano.
Tra gli esploratori botanici italiani più attivi, nel recente passato ha scoperto e descritto almeno 46 nuove specie appartenenti principalmente alle famiglie delle Cactaceae e delle Crassulaceae, citate anche su quotidiani e riviste specializzate. Tra queste specie vi è Corynopuntia guccinii, un cactus dedicato nel 2010 al cantautore Francesco Guccini.